# 田叔
田叔（前3世纪?—前2世纪?），戰國末年生於趙國陘城，齊國田氏後代，西汉官员。
喜愛劍術，並且曾在樂巨公底下學黃帝、老子的道家學說。為人方正且自重自愛，有俠義，樂於與年高有德之人交往。曾任趙國郎中、漢中郡守、魯國國相等職。

## 事蹟

### 趙王以為郎中
田叔受趙國人推薦給趙國國相趙午，再受趙午推薦給趙王張敖，被任命為郎中。任職期間獲趙王肯定，被認為賢良有德。

### 稱王家奴
漢高帝七年（前200年)，田叔還未來得及升遷，就遇到高帝征伐在代國叛亂的陳豨後經過趙國，趙午等人因為趙王對高帝有禮，但反被高帝岔開雙腿無禮地謾罵而請求趙王造反。趙王咬破手指表示不會違背恩德而拒絕，於是趙午等人私自造反但事跡敗露，除了貫高接受拘禁外其餘參與人士皆自殺而死。高帝下達命令跟隨趙王者罪及三族，只有田叔與孟舒等十幾人敢穿上赤褐色囚衣、剃光頭髮並戴上鐵枷裝作趙王的私家奴隸，跟隨趙王到長安。在造反之事被調查清楚、趙王被釋放並被廢黜為宣平侯後，趙王推薦田叔等人，皇上召見後全部任命為郡守和諸侯國的相。田叔任漢中郡守十多年。

### 孟舒為長者
田叔在任郡守期間，逢高后崩逝、呂家諸王作亂被朝中大臣誅殺和孝文帝即位。孝文帝在前157年即位後，召見田叔並問他：「公知天下長者乎？（您知道天下的長者嗎？）」田叔先是回答他怎能知道，皇帝說他就是長者應該知道後才磕頭回答：「故雲中守孟舒，長者也。（前任雲中郡守孟舒，是個長者。）」這時孟舒正因匈奴大舉入侵搶劫雲中卻未能抵擋而獲罪，於是這個答案受皇帝質疑。田叔表示孟舒是因知道士兵勞苦不肯發出號令，但士兵們卻爭相登城拼死作戰，這才導致死傷慘重，以此說服皇帝孟舒為賢良之人，皇帝更再次徵召孟舒為雲中郡守。

### 景帝以為魯相
任郡守後幾年，田叔因犯法失了官位，此時梁孝王派人刺殺了以前吳國國相袁盎，漢景帝召回田叔前往梁國調查此事。在獲得所有罪證後，田叔卻向皇帝說不要太過追究梁國之事，因為如果不處死刑漢朝的法律便會失去公信力，但若處以死刑，窦太后又會吃飯無味、睡覺不安，這憂愁會落到皇帝身上。這番說詞讓皇帝認為他非常賢明，並任命他為魯國國相。

### 是王為惡而相為善也
田叔才剛開始擔任魯國國相，魯國百姓就來找她控訴魯王奪取他們一百多人的財物。田叔抓來這群人的首領二十多人每人抽打五十下，其餘人士各打手心二十下並告訴他們：「王非若主邪？何自敢言若主！（大王不是你們的君主嗎？為什麼敢私自議論你們的君主！）」田叔的作為讓魯王感到十分慚愧，於是取出庫中的錢讓田叔還給這些人，但田叔說大王自己搶來的卻讓他幫忙還回去，這會使大王成為惡人而他自己成為善人，於是不參與接下來償還之事，魯王劉餘便自己歸還了全部的財物。

### 我獨何為就舍
魯王劉餘很喜歡打獵，因此國相田叔時常跟隨魯王進入獵苑。魯王屢屢讓田叔去館舍中休息，但田叔總露天站在獵苑外，不管魯王派人怎麼勸都不肯去休息，他說：「我王暴露苑中，我獨何為就舍！（我們大王暴露在獵苑中，我怎麼能獨自到館舍去！）」魯王便因此不再過份出遊打獵。

## 後記
過了幾年，田叔在任內去世。魯王送其子田仁百斤黃金作為祭祀的費用，但他不接受，說：「不以百金傷先人名。（不能因一百斤的黃金損傷先父的名聲。）」

## 延伸阅读
[在维基数据编辑]
 《史記/卷104》，出自司馬遷《史記》
 《漢書·卷037》，出自班固《漢書》